# Noli
Noli – miejscowość i gmina we Włoszech, w regionie Liguria, w prowincji Savona. Początkowo w dokumentach z 1004 i 1005 roku pojawiała się jako Naboli (forma Neapolis, czyli w grece nowe miasto). W latach od 1193 do wojen napoleońskich w 1797 była samodzielnym państwem-miastem. W 1239 Noli stało się siedzibą osobnego biskupstwa, wkrótce potem połączonego w diecezję Savona-Noli.
Według danych na rok 2004 gminę zamieszkiwały 2922 osoby, 324,7 os./km².